# Завадский-Краснопольский, Андрей Кириллович
Андре́й Кири́ллович Зава́дский-Краснопо́льский (1841—1889) — русский писатель

 и географ.
Сын помещика. В 1867 году окончил историко-филологического факультет Киевского университета. Был преподавателем истории и географии; оставил географический кабинет, пожертвованный им в Киевский университет.
Печатал статьи в «Московских ведомостях», «Биржевых ведомостях», «Гражданине» и других печатных изданиях того времени. Отдельно опубликованы его работы: «Влияние греко-византийской культуры на развитие цивилизации в Европе», «Подмосковные подоляне», «Малорусские степи», «10000 верст по России», «Крым», «Енисейская губ.» и др. Под конец жизни начал издавать справочный словарь по географии, этнографии и истории: «Природа и люди», проживая в Альпах, подготовил к печати труд по вопросу о происхождении чуди, оставшийся неизданным.
Его сын, Владимир Андреевич (1874 — не ранее 1936), был преподавателем древних языков.